# O. Henry
 Der er for få eller ingen kildehenvisninger i denne artikel, hvilket er et problem. Du kan hjælpe ved at angive troværdige kilder til de påstande, som fremføres i artiklen.

William Sydney Porter (født 11. september 1862 i Greensboro, død 5. juni 1910 i New York City), bedre kendt under pseudonymet O. Henry, var en amerikansk novelleforfatter.